# Тахунійська культура
Тахунійська культура — неолітична культура Палестини VIII—V тис. до н. е., що змінила натуфійську культуру. Змінилася прийдешніми з півночі племенами ярмукської культури.

## Історія
Отримала назву на честь Ваді-Тахун, розташованого в центральній Палестині, де вперше була знайдена характерна для цього періоду техніка. Артефакти даної культури знаходять на юдейських пагорбах і в пустелі Негев. Абу-Гош — еталонний пам'ятник даної культури. Жан Перро виявив там залишки однокімнатних чотирикутних будинків з конічним дахом. У пізній час свого існування намітилися стійкі зв'язки з Єгиптом (тасійська культура). Останні тахунійські знаряддя тасійської культури в Єгипті, мабуть, відносяться до 5 тисячоліття до н. е. і навіть до початку 4-го.
За однією з версій, прабатьківщиною тахунійців була південно-східна Мала Азія і вони мали родинні зв'язки з племенами свідерської культури. Центром культури був Єрихон Б. Святилища мають вигляд мегарона. Основним заняттям населення було землеробство в поєднанні з полюванням з луком і стрілами. Є відомості про одомашнення кози.